# Gozitan First Division
Die höchste Spielklasse im Fußball von Gozo ist bekannt als die BOV GFL First Division (ehemals Onvol First Division). Die Liga wurde 1937 als Gozitan First Division (L-Ewwel Diviżjoni Għawdxija) gegründet und seitdem wurde mit wenigen Unterbrechungen immer eine Meisterschaft ausgetragen. Unterhalb der First Division gibt es noch die Second Division.
In der Gozitan First Division werden drei Runden gespielt, sodass jede Mannschaft dreimal gegen jede andere Mannschaft spielt. Am Ende der Saison steigt der letzte Verein in die Second Division ab und der Gewinner der zweiten Liga steigt auf. Zwischen dem Vorletzten der ersten und dem Zweitplatzierten der zweiten Liga findet ein Relegationsspiel statt.
Hauptaustragungsort der Spiele der Gozitan First Division ist das Gozo Stadium.

## Mannschaften der First Division 2025/26
In der Saison 2025/26 spielen folgende Mannschaften in der First Division:
- Għajnsielem FC
- Kerċem Ajax (Aufsteiger)
- Nadur Youngsters
- Qala Saints (Meister der Saison 2024/25)
- S.K. Victoria Wanderers
- Xagħra United

## Mannschaften der Second Division 2025/26
In der Saison 2025/26 spielen folgende Mannschaften in der Second Division:
- Għarb Rangers
- St. Lawrence Spurs
- Oratory Youths (Absteiger)
- Sannat Lions
- Żebbuġ Rovers

## Meister
Dies ist eine vollständige Liste aller Meister der First Division.
| - 1937/38 Victoria Stars (1) - 1938/39 Victoria City (1) - 1939/40 Xagħra Blue Stars (1) - 1940/41 nicht ausgetragen - 1941/42 nicht ausgetragen - 1942/43 nicht ausgetragen - 1943/44 nicht ausgetragen - 1944/45 Victoria Athletics (1) - 1945/46 Victoria Athletics (2) - 1946/47 Victoria Athletics (3) - 1947/48 nicht ausgetragen - 1948/49 Salesian Youths (1) - 1949/50 nicht ausgetragen - 1950/51 nicht ausgetragen - 1951/52 nicht ausgetragen - 1952/53 Salesian Youths (2) - 1953/54 nicht ausgetragen - 1954/55 Victoria Athletics (4) - 1955/56 nicht ausgetragen - 1956/57 Salesian Youths (3) - 1957/58 Salesian Youths (4) - 1958/59 Salesian Youths (5) - 1959/60 Salesian Youths (6) - 1960/61 Wettbewerb abgebrochen 1) - 1961/62 Victoria Hotspurs (1) - 1962/63 Victoria Hotspurs (2) - 1963/64 Xagħra Young Stars (2) - 1964/65 Victoria Hotspurs (3) - 1965/66 Victoria Hotspurs (4) - 1966/67 Victoria Hotspurs (5) | - 1967/68 Nadur Youngsters (1) - 1968/69 S.K. Calyspians (1) - 1969/70 Għajnsielem FC (1) - 1970/71 Għajnsielem FC (2) - 1971/72 Għajnsielem FC (3) - 1972/73 Għajnsielem FC (4) - 1973/74 Għajnsielem FC (5) - 1974/75 Xewkija Tigers (1) - 1975/76 Sannat Lions (1) - 1976/77 Sannat Lions (2) - 1977/78 Sannat Lions (3) - 1978/79 Victoria United (1) - 1979/80 Victoria Hotspurs (6) - 1980/81 Sannat Lions (4) - 1981/82 Sannat Lions (5) - 1982/83 Xewkija Tigers (2) - 1983/84 Xewkija Tigers (3) - 1984/85 Victoria Hotspurs (7) - 1985/86 Kerċem Ajax (1) - 1986/87 Sannat Lions (6) - 1987/88 Sannat Lions (7) - 1988/89 Xagħra United (3) - 1989/90 Sannat Lions (8) - 1990/91 Victoria Hotspurs (8) - 1991/92 Xagħra United (4) - 1992/93 Xagħra United (5) - 1993/94 Victoria Hotspurs (9) - 1994/95 Nadur Youngsters (2) - 1995/96 Nadur Youngsters (3) - 1996/97 Nadur Youngsters (4) | - 1997/98 Xagħra United (6) - 1998/99 Nadur Youngsters (5) - 1999/00 Victoria Hotspurs (10) - 2000/01 Xewkija Tigers (4) - 2001/02 Nadur Youngsters (6) - 2002/03 Nadur Youngsters (7) - 2003/04 Żebbuġ Rovers (1) - 2004/05 Għajnsielem FC (6) - 2005/06 Nadur Youngsters (8) - 2006/07 Nadur Youngsters (9) - 2007/08 Nadur Youngsters (10) - 2008/09 Sannat Lions (9) - 2009/10 Victoria Hotspurs (11) - 2010/11 Sannat Lions (10) - 2011/12 Xewkija Tigers (5) - 2012/13 Nadur Youngsters (11) - 2013/14 Xewkija Tigers (6) - 2014/15 Xewkija Tigers (7) - 2015/16 Għajnsielem FC (7) - 2016/17 Xewkija Tigers (8) - 2017/18 Victoria Hotspurs (12) - 2018/19 Victoria Hotspurs (13) - 2019/20 Nadur Youngsters 2) (12) - 2020/21 Wettbewerb abgebrochen 3) - 2021/22 Nadur Youngsters (13) - 2022/23 Nadur Youngsters (14) - 2023/24 Nadur Youngsters (15) - 2024/25 Qala Saints (1) |

## Anzahl der Meisterschaften
| Verein             | Meisterschaften |
| ------------------ | --------------- |
| Nadur Youngsters   | 15              |
| Victoria Hotspurs  | 13              |
| Sannat Lions       | 10              |
| Xewkija Tigers     | 08              |
| Għajnsielem FC     | 07              |
| Xagħra United      | 06              |
| Salesian Youths    | 06              |
| Victoria Athletics | 04              |
| Victoria Stars     | 01              |
| Victoria City      | 01              |
| S.K. Calyspians    | 01              |
| Victoria United    | 01              |
| Kerċem Ajax        | 01              |
| Żebbuġ Rovers      | 01              |
| Qala Saints        | 01              |